# Roman Danak
Roman Danak (ur. 1935 w Tryńczy, zm. 1994) – polski filolog-iranista, dziennikarz, tłumacz, pisarz science fiction. 

## Życiorys
W 1958 ukończył orientalistykę na Uniwersytecie Jagiellońskim. Następnie pojął pracę w Alma-Radio, radiowęźle w II Domu Studenckim Żaczek. W drugiej połowie lat sześćdziesiątych pracował w radiowęźle Miasteczka Studenckiego w Krakowie, w redakcji Echa Krakowa i w Rozgłośni Polskiego Radia w Krakowie.

## Twórczość
Jego debiutem literackim było Siedem banalnych opowieści opublikowanych na łamach Życia Literackiego w 1961 roku. Jako autor fantastyki naukowej wspólnie ze Zbigniewem Dworakiem stworzył słuchowisko Temida, nadane w 1967 przez krakowską rozgłośnię Polskiego Radia i opublikowane (pod pseudonimem Zbigniew Skawski) w „Młodym Techniku” (numer 8) rok później. Niektóre ze swych opowiadań pisał pod pseudonimem Zbigniew Skawski. Jego teksty były przekładane na język węgierski, język rosyjski, język czeski i esperanto. W 1977 ukazał się zbiór opowiadań Jana Ciągwy władza nad materią Danaka i Dworaka. W roku 1994 został nominowany do Nagrody im. Janusza A. Zajdla za powieść Sotnie Łysego Iwanki.

## Publikacje

### Książki
- Jana Ciągwy władza nad materią – Iskry, Warszawa 1977, zbiór opowiadań, wspólnie ze Zbigniewem Dworakiem[3].
- Sotnie Łysego Iwanki – Wydawnictwo Wyższych Szkół Pedagogicznych, 1994, ISBN 83-900933-7-5, powieść[4].

### Opowiadania[2]
- Dziwny spadający kamień
- Grawiskaf
- I wprost do piekła
- Jana Ciągwy władza nad materią
- Meldunek A-B-8
- Miłość kosmonauty
- Model supernowej
- Niepożądane wizyty
- Nieskuteczność
- Pora zmierzchu
- Powiedział nam kapitan
- Temida
- Skok w przestrzeni
- Spotkanie
- Tajemnice miasta Os Azuri
- Transplantacja
- Wielka encyklopedia
- Wizja nieskończona
- Zapis z planety Lhaara
- Zniszczone zasiewy

## Nagrody
- Nominacja do Nagrody Zajdla za 1994, za powieść Sotnie Łysego Iwanki.